# Григорьевский сельсовет (Красноярский край)
Григорьевский сельсовет - сельское поселение в Ермаковском районе Красноярского края.
Административный центр - село Григорьевка.

## Население
| 2010 | 2012 | 2013 | 2014 | 2015 | 2016 | 2017 |
| ---- | ---- | ---- | ---- | ---- | ---- | ---- |
| 775  | ↘757 | ↘735 | ↗744 | ↗751 | ↗753 | ↘750 |

## Состав сельского поселения
В состав сельского поселения входят 2 населённых пункта:
| № | Населённый пункт | Тип населённого пункта       | Население |
| - | ---------------- | ---------------------------- | --------- |
| 1 | Верхний Кебеж    | деревня                      | ↗133      |
| 2 | Григорьевка      | село, административный центр | ↘642      |

## Местное самоуправление
Григорьевский сельский Совет депутатов
Дата избрания: 14.04.2013. Срок полномочий: 5 лет. Количество депутатов: 7
Глава муниципального образования
- Изместьев Игорь Витальевич. Дата избрания: 14.04.2013. Срок полномочий: 5 лет